# Медаль «95-летие Вооружённых Сил Азербайджанской Республики (1918—2013)»
Медаль «95-летие Вооружённых Сил Азербайджанской Республики (1918—2013)» (азерб. «Azərbaycan Respublikası Silahlı Qüvvələrinin 90 illiyi (1918—2013)» medalı) — юбилейная медаль, посвящённая 95-летию создания Вооружённых Сил Азербайджанской Демократической Республики в 1918 году. Была учреждена согласно распоряжению президента Азербайджана Ильхама Алиева от 16 октября 2012 года.
Медалью награждаются служащие до 26 июня 2013 года в Вооружённых Силах Азербайджанской Республики и достигшие успехов в военной подготовке офицеры, прапорщики и мичманы, а также вышедшие в отставку и уволенные в запас офицеры, активно принимавшие участие в образовании и укреплении Вооружённых Сил Азербайджанской Республики.
Медаль носится на левой стороне груди, а при наличии других орденов и медалей — прикрепляется после медали «90-летие Вооружённых Сил Азербайджанской Республики (1918—2008)».